# Patricio de la Escosura
Patricio de la Escosura Morrogh, né le 5 novembre 1807 à Oviedo et mort le 22 janvier 1878 à Madrid, était un homme politique, journaliste, dramaturge et critique littéraire espagnol.

## Biographie
Fils de l'écrivain Jerónimo de la Escosura, membre de la Real Academia Española et de la Real Academia de la Historia, et d'Ana Morrogh Wolcott, il grandit à Madrid, est l'élève du prêtre libéral et poète Alberto Lista au collège San Mateo. Avec ses condisciples José de Espronceda et Ventura de la Vega, il crée la société secrète Los Numantinos, qui est active entre 1823 et 1825, avec pour objectif de venger la mort du libéral Rafael del Riego et de renverser l'absolutisme. Cependant, dénoncés, ils sont jugés au printemps 1825, et condamnés à l'exil.
À son retour, en 1826, Escosura rentre à l'Académie d'artillerie ; il participe à la Première Guerre carliste sous les ordres du général Luis Fernández de Córdova, et participe au cercle littéraire romantique du Parnasillo. Lui et Federico de Madrazo dirigent la revue romantique El Artista, fondée en 1835, avec d'autres amis, dont Espronceda. Partisan de la reine Marie-Christine et opposé au libéral progressiste Baldomero Espartero, Escosura part à nouveau en exil en 1840. Il rentre en Espagne à la chute d'Espartero, en 1843, et adhère alors au parti libéral modéré.

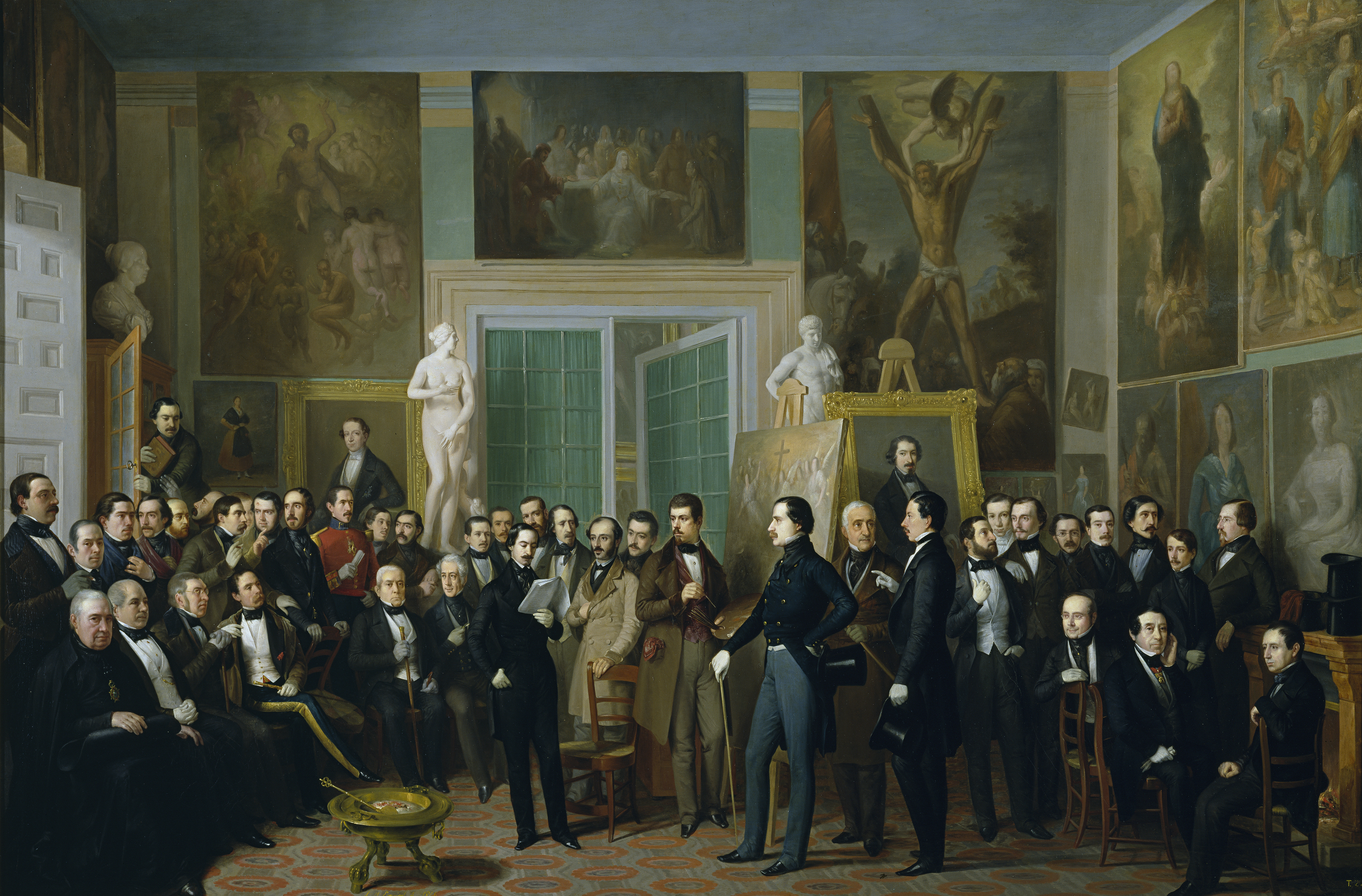
Patricio de Escosura représenté dans La Réunion des poètes d'Antonio María Esquivel (1846).

En 1847, il entre à la Real Academia de la Lengua. Il est ensuite ministre du Gouvernement aux côtés de Narváez ; inscrit au parti progressiste, il joue un rôle important dans la formation du gouvernement centriste à la suite de la Vicalvarada, en 1854. Ministre du Gouvernement avec Espartero, son attitude face à Leopoldo O'Donnell entraîne la démission de tout le cabinet. Le puissant chef de l'Union libérale crée pour lui la charge de commissaire royal aux Philippines, avec un traitement annuel de 200 000 pesetas. Par la suite, il est élu député pour l'Union libérale en 1866, mais son activité politique est moins importante ; en 1872, il est ambassadeur d'Espagne à Berlin.